# Santa Maria de Miralles (Espluga de Serra)
Santa Maria de Miralles és l'església romànica de l'antic poble, ara abandonat, de Miralles, en el terme actual de Tremp, dins de l'antic terme d'Espluga de Serra.
Està situada al lloc més alt del poble, al nord del castell del mateix nom.
La història d'aquesta església està del tot vinculada a la del castell.
És un edifici d'una sola nau, amb absis semicircular a llevant, que es comunica amb la nau mitjançant un arc presbiteral curt. S'han perdut del tot els sostres, que devien tenir voltes de quart d'esfera a l'absis i de canó a la nau. Dos arcs torals reforçaven la volta de la nau. La porta és al sud, amb arc de mig punt i dues arquivoltes al damunt. A l'absis i a la façana de migdia s'obre dues finestres de doble esqueixada, amb la part exterior recta, en comptes de divergent.
És una construcció del segle xii, clarament emparentada amb el monestir d'Alaó, i la seva decoració exterior i interior hi remet, com les fornícules de la part de la capçalera de la nau.